# B-4 Czelabiński Komsomolec
B-4 – radziecki okręt podwodny dalekiego zasięgu z napędem diesel-elektrycznym, projektu 641 (NATO: Foxtrot). 1 października 1962 roku B-4, wraz z B-36, B-59 oraz B-130 tego samego typu, wypłynął z bazy na półwyspie Kolskim udając się w rejon Karaibów w misji wsparcia dostawy broni na Kubę w ramach radzieckiej operacji Anadyr. Oprócz konwencjonalnych torped, każdy z tych okrętów wyposażony był w jedną torpedę z głowicą jądrową o mocy 11 kT. W trakcie wywołanego radziecką operacją kryzysu kubańskiego, wszystkie radzieckie okręty zostały wykryte, a B-4 był jedynym, który nie został zmuszony do wynurzenia się.